# جوزفين وول
جوزفين وول (بالإنجليزية: Josephine Wall)‏ هي رسامة بريطانية، ولدت في 1947 في سري في المملكة المتحدة.

## وصلات خارجية
- الموقع الرسمي